# Liste der Kulturdenkmale in Mittelangeln
In der Liste der Kulturdenkmale in Mittelangeln sind alle Kulturdenkmale der schleswig-holsteinischen Gemeinde Mittelangeln (Kreis Schleswig-Flensburg) und ihrer Ortsteile aufgelistet (Stand: 14. April 2025).
Die Bodendenkmale sind in der Liste der Bodendenkmale in Mittelangeln aufgeführt.

## Legende
In den Spalten befinden sich folgende Informationen:
- Objekt-ID: die Nummer des Kulturdenkmales
- Lage: die Adresse des Kulturdenkmales und die geographischen Koordinaten. Kartenansicht, um Koordinaten zu setzen. In der Kartenansicht sind Kulturdenkmale ohne Koordinaten mit einem roten Marker dargestellt und können in der Karte gesetzt werden. Kulturdenkmale ohne Bild sind mit einem blauen Marker gekennzeichnet, Kulturdenkmale mit Bild mit einem grünen Marker.
- Offizielle Bezeichnung: Bezeichnung des Kulturdenkmales
- Beschreibung: die Beschreibung des Kulturdenkmales
- Bild: ein Bild des Kulturdenkmales

## Sachgesamtheiten
| Objekt-ID      | Lage                                                 | Offizielle Bezeichnung                | Beschreibung | Bild                             |
| -------------- | ---------------------------------------------------- | ------------------------------------- | --- | -------------------------------- |
| 40957 Wikidata | Flensburger Straße (54° 41′ 31″ N, 9° 36′ 11″ O)     | Kirche St. Laurentius                 | Aktualisierung vorgesehen - Begründung: geschichtlich, künstlerisch, städtebaulich, Kulturlandschaft prägend - Schutzumfang: Kirche St. Laurentius mit Ausstattung, Kirchhof, Grabmale bis 1870, Kirchhofstor, Feldsteinwall/-böschungsmauer | weitere Fotos \| Fotos hochladen |
| 55204          | Flensburger Straße 4, 6 (54° 41′ 31″ N, 9° 36′ 8″ O) | Alte Schule und ehem. Rektorat Satrup | Alte Schule und ehem. Rektorat Satrup; 1807, 1905; Baugruppe aus dem 1807 zunächst für den Organisten neben dem primären Schulgebäude errichteten Wohn- und Wirtschaftsgebäude, später als Rektorat und Wohnhaus zum 1905 errichteten zweigeschossigen Schulgebäude. Beide in enger funktionaler Verknüpfung, ortsbildprägend und von besonderer Bildungs- und ortsgeschichtlicher Bedeutung - Begründung: geschichtlich, städtebaulich - Schutzumfang: Alte Schule (Flensburger Straße 4), ehem. Rektorat (Flensburger Straße 6) | BW                               |

## Bauliche Anlagen
| Objekt-ID     | Lage                                                | Offizielle Bezeichnung                | Beschreibung | Bild                             |
| ------------- | --------------------------------------------------- | ------------------------------------- | --- | -------------------------------- |
| 44106         | Flensburger Straße 4 (54° 41′ 31″ N, 9° 36′ 8″ O)   | Alte Schule                           | Alte Schule; 1905; freistehender, giebelständiger zweigeschossiger Backsteinbau mit pfannengedecktem Halbwalmdach, teilverputzt mit Backsteingliederung, nach Westen zwei schmale übergiebelte Risalite mit je einem eingezogenen Eingang, zeittypischer Schulbau in ortsbildprägender Stellung - Begründung: geschichtlich, städtebaulich - Schutzumfang: Alte Schule, - Denkmaltyp: Bauliche Anlage, Sachgesamtheit: Alte Schule und ehem. Rektorat Satrup | BW                               |
| 8434          | Flensburger Straße 8 (54° 41′ 32″ N, 9° 36′ 6″ O)   | Wohn- und Geschäftshaus               | Wohn- und Geschäftshaus; 1846; zweigeschossiger traufständiger, Massivbau mit schiefergedecktem Walmdach, Zwerchhaus und Putzgliederung; zweigeschossiger Anbau einer Schlachterei mit Lager und Pultdach; Gründungssitz der Firma Redlefsen; seit 1979 Museum - Begründung: geschichtlich, städtebaulich - Schutzumfang: Wohn- und Geschäftshaus, - Denkmaltyp: Bauliche Anlage                                                                             | BW                               |
| 9164 Wikidata | Obdruper Straße 2 – 4 (54° 41′ 40″ N, 9° 34′ 28″ O) | Scheune                               | Alteintragung (Aktualisierung vorgesehen) - Begründung: Alteintragung (Aktualisierung vorgesehen) - Schutzumfang: Alteintragung (Aktualisierung vorgesehen) - Denkmaltyp: Bauliche Anlage | BW                               |
| 8796          | Osterfelder Weg 12 (54° 39′ 12″ N, 9° 35′ 7″ O)     | Wohn- und Wirtschaftsgebäude          | Wohn- und Wirtschaftsgebäude; 1855; Hakenhof mit Wohnteil und Wirtschaftsteil im Anbau, eingeschossiger Backsteinbau mit reetgedeckten Halbwalmdächern und Hängeholzfirsten - Begründung: geschichtlich, Kulturlandschaft prägend - Schutzumfang: Wohn- und Wirtschaftsgebäude, Hof- und Gartenfläche mit Hausbaum - Denkmaltyp: Bauliche Anlage | BW                               |
| 8861          | Rehberg 10 (54° 40′ 24″ N, 9° 37′ 45″ O)            | Bauernhaus                            | Bauernhaus; um 1800; eingeschossiger traufständiger Backsteinbau auf Granitquadersockel mit Halbwalmdach, Reetdeckung mit Knüppelfirst, Giebel in Fachwerk, Giebelschwelle auf Knaggen vorkragend - Begründung: geschichtlich, Kulturlandschaft prägend - Schutzumfang: gesamtes Objekt - Denkmaltyp: Bauliche Anlage | BW                               |
| 6315 Wikidata | Schleswiger Straße 1 (54° 41′ 29″ N, 9° 36′ 11″ O)  | Apotheke                              | Alteintragung (Aktualisierung vorgesehen) - Begründung: Alteintragung (Aktualisierung vorgesehen) - Schutzumfang: Alteintragung (Aktualisierung vorgesehen) - Denkmaltyp: Bauliche Anlage | Fotos hochladen                  |
| 3680 Wikidata | Schleswiger Straße (54° 41′ 31″ N, 9° 36′ 11″ O)    | Kirche St. Laurentius mit Ausstattung | Alteintragung (Aktualisierung vorgesehen) - Begründung: geschichtlich, künstlerisch, städtebaulich - Schutzumfang: gesamtes Objekt - Denkmaltyp: Bauliche Anlage, Sachgesamtheit: Kirche St. Laurentius | weitere Fotos \| Fotos hochladen |

## Gründenkmale
| Objekt-ID      | Lage                                            | Offizielle Bezeichnung | Beschreibung | Bild            |
| -------------- | ----------------------------------------------- | ---------------------- | --- | --------------- |
| 26357 Wikidata | Flensburger Straße (54° 39′ 42″ N, 9° 56′ 1″ O) | Kirchhof               | Alteintragung (Aktualisierung vorgesehen) - Begründung: geschichtlich, Kulturlandschaft prägend - Schutzumfang: Kirchhof, Grabmale bis 1870, Kirchhofstor, Feldsteinwall/-böschungsmauer - Denkmaltyp: Gründenkmal, Sachgesamtheit: Kirche St. Laurentius | Fotos hochladen |

## Quelle
- Liste der Kulturdenkmale in Schleswig-Holstein – Kreis Schleswig-Flensburg

- Karte mit allen Koordinaten:
- OSM |
- WikiMap